# Габріель Карлссон
Габріель Карлссон (швед. Gabriel Carlsson; 2 січня 1997, м. Еребру, Швеція) — шведський хокеїст, захисник. Виступає за ХК «Лінчепінг» у Шведській хокейній лізі.
Вихованець хокейної школи ХК «Еребру». Виступав за ХК «Лінчепінг».
В чемпіонатах Швеції — 7 матчі (0+2), у плей-оф — 10 матчів (0+1).
У складі юніорської збірної Швеції учасник чемпіонату світу 2015. 